# Deutsche Schwimmmeisterschaften 2015
Die 127. Deutschen Meisterschaften im Schwimmen fanden vom 9. bis 12. April 2015 zum 12. Mal in Folge in der Schwimm- und Sprunghalle im Europasportpark Berlin statt und wurden vom Deutschen Schwimm-Verband organisiert. Der Wettkampf diente gleichzeitig als Qualifikationswettkampf für die Weltmeisterschaften 2015 in Kasan.

## Teilnehmer
Teilnahmeberechtigt waren je Strecke die 100-schnellsten Schwimmer und Staffeln Deutschlands (offene Klasse) der laufenden Saison (1. September 2014 bis einschließlich 22. März 2015). Zusätzlich gab es eine gesonderte Wertung für die EYOF-Jahrgänge (weiblich: Jahrgänge 2000/2001 und männlich: Jahrgänge 1999/2000), an denen die 20 schnellsten jugendlichen Sportler je Geschlecht teilnehmen durften.
Für die vier Wettkampftage waren 901 Teilnehmer aus 182 Vereinen mit 2226 Einzelstart und 164 Staffeln angemeldet. Der einzige ausländische Verein war der Princeton University Swim Club (USA), für den Julian Alexander Mackrel startete, denn auch deutsche Staatsbürger in ausländischen Vereinen waren startberechtigt. Anna Metzler startete mit einer Sondergenehmigung nicht für einen Schwimmverein, sondern für den Deutschen Schwimm-Verband.

## Rekorde
Es wurden 3 neue deutsche Rekorde aufgestellt: alle mit der Vereinsstaffel: 4 × 200 m Freistil, weiblich (SSG Saar Max Ritter) und 4 × 100 m Freistil, mixed (SG Dortmund). Im separaten Rekordversuch über 4 × 100 m Rücken schwamm die weibliche Staffel des SV Halle (Saale) in 4:14,98 Minuten einen neuen deutschen Rekord (Mandy Feldbinder, Lia Neubert, Annabell Möritz, Laura Riedemann).
Weiterhin wurden 11 deutsche Altersklassenrekorde verbessert: 200 und 400 m Lagen (beide Johannes Hintze, jeweils im Vorlauf und Finale), 50 m Rücken (Anna Dietterle, im Vorlauf und Finale), 50 m Freistil (Anna Dietterle), 200 m Lagen (Maxine Wolters), 100 m Schmetterling (Paulus Schön, im Vorlauf und Finale) und 1500 m Freistil (Leonie Antonia Beck).
Martina van Berkel schwamm über 400 m Lagen einen neuen Schweizer Rekord. Felix Auböck verbesserte den bestehenden österreichischen Rekord über 1500 m Freistil. Und über 50 m Schmetterling stellte Sylvia Brunlehner einen neuen nationalen Rekord für Kenia auf.

## Deutsche Meister
| Disziplin                | Männer | Männer | Männer | Frauen | Frauen | Frauen   |
| Disziplin                | Name | Verein | Zeit | Name | Verein | Zeit     |
| 050 m Freistil           | Maximilian Oswald                                                                                          | SG Neukölln Berlin                                                                                         | 00:22,52                                                                                                   | Dorothea Brandt                                                                                            | SG Essen                                                                                                   | 00:24,84 |
| 100 m Freistil           | Paul Biedermann                                                                                            | SV Halle/Saale                                                                                             | 00:49,24                                                                                                   | Annika Bruhn                                                                                               | SSG Saar Max Ritter                                                                                        | 00:54,87 |
| 200 m Freistil           | Paul Biedermann                                                                                            | SV Halle/Saale                                                                                             | 01:45,60                                                                                                   | Annika Bruhn                                                                                               | SSG Saar Max Ritter                                                                                        | 01:58,55 |
| 400 m Freistil           | Florian Vogel                                                                                              | SG Stadtwerke München                                                                                      | 03:46,53                                                                                                   | Sarah Köhler                                                                                               | SG Frankfurt                                                                                               | 04:07,00 |
| 800 m Freistil           | Florian Vogel                                                                                              | SG Stadtwerke München                                                                                      | 07:52,57                                                                                                   | Leonie Antonia Beck                                                                                        | SV Würzburg 05                                                                                             | 08:27,37 |
| 1500 m Freistil0         | Sören Meißner                                                                                              | SV Würzburg 05                                                                                             | 15:04,93                                                                                                   | Isabelle Härle                                                                                             | SG Essen                                                                                                   | 16:06,82 |
| 050 m Brust              | Hendrik Feldwehr                                                                                           | SG Essen                                                                                                   | 00:27,35                                                                                                   | Laura Simon                                                                                                | EWR Rheinhessen-Mainz                                                                                      | 00:31,43 |
| 100 m Brust              | Christian vom Lehn                                                                                         | SG Essen                                                                                                   | 01:00,42                                                                                                   | Vanessa Grimberg                                                                                           | SV Region Stuttgart                                                                                        | 01:08,12 |
| 200 m Brust              | Marco Koch                                                                                                 | DSW 1912 Darmstadt                                                                                         | 02:09,72                                                                                                   | Vanessa Grimberg                                                                                           | SV Region Stuttgart                                                                                        | 02:26,45 |
| 050 m Rücken             | Carl Louis Schwarz                                                                                         | Potsdamer SV                                                                                               | 00:25,27                                                                                                   | Johanna Roas                                                                                               | SG Stadtwerke München                                                                                      | 00:28,30 |
| 100 m Rücken             | Jan-Philip Glania                                                                                          | SG Frankfurt                                                                                               | 00:54,47                                                                                                   | Jenny Mensing                                                                                              | SC Wiesbaden 1911                                                                                          | 01:00,47 |
| 200 m Rücken             | Christian Diener                                                                                           | Potsdamer SV                                                                                               | 01:59,65                                                                                                   | Jenny Mensing                                                                                              | SC Wiesbaden 1911                                                                                          | 02:08,48 |
| 050 m Schmetterling      | Jonas Bergmann                                                                                             | SG Osnabrück                                                                                               | 00:23,99                                                                                                   | Alexandra Wenk                                                                                             | SG Stadtwerke München                                                                                      | 00:26,55 |
| 100 m Schmetterling      | Markus Gierke                                                                                              | W98 Hannover                                                                                               | 00:53,41                                                                                                   | Alexandra Wenk                                                                                             | SG Stadtwerke München                                                                                      | 00:58,18 |
| 200 m Schmetterling      | Alexander Kunert                                                                                           | SV Gelnhausen                                                                                              | 01:57,36                                                                                                   | Franziska Hentke                                                                                           | SC Magdeburg                                                                                               | 02:07,05 |
| 200 m Lagen              | Philip Heintz                                                                                              | SV Nikar Heidelberg                                                                                        | 02:00,03                                                                                                   | Theresa Michalak                                                                                           | SG Bayer                                                                                                   | 02:13,06 |
| 400 m Lagen              | Jacob Heidtmann                                                                                            | ST Stadtwerke Elmshorn                                                                                     | 04:13,28                                                                                                   | Franziska Hentke                                                                                           | SC Magdeburg                                                                                               | 04:42,73 |
| 4 × 100 m Freistil       | SG Stadtwerke München Zeidler, Wolf, Winter, Kusch                                                         | SG Stadtwerke München Zeidler, Wolf, Winter, Kusch                                                         | 03:22,07                                                                                                   | SG Stadtwerke München Wenk, Baerens, Czeschner, Roas                                                       | SG Stadtwerke München Wenk, Baerens, Czeschner, Roas                                                       | 03:43,97 |
| 4 × 200 m Freistil       | SG Stadtwerke München Nowosad, Zeidler, Schmid, Vogel                                                      | SG Stadtwerke München Nowosad, Zeidler, Schmid, Vogel                                                      | 07:28,17                                                                                                   | SSG Saar Max Ritter Hüther, Bosslet, Massone, Bruhn                                                        | SSG Saar Max Ritter Hüther, Bosslet, Massone, Bruhn                                                        | 08:07,89 |
| 4 × 100 m Lagen          | SG Essen Rueter, Feldwehr, vom Lehn, Hajder                                                                | SG Essen Rueter, Feldwehr, vom Lehn, Hajder                                                                | 03:42,16                                                                                                   | SV Halle/Saale Riedemann, Willers, Schreiber, Feldbinder                                                   | SV Halle/Saale Riedemann, Willers, Schreiber, Feldbinder                                                   | 04:09,31 |
| 4 × 100 m Freistil Mixed | Startgemeinschaft Dortmund Max Mral, Alina Weber, Julia Leidgebel, Matthias Lindenbauer                    | Startgemeinschaft Dortmund Max Mral, Alina Weber, Julia Leidgebel, Matthias Lindenbauer                    | Startgemeinschaft Dortmund Max Mral, Alina Weber, Julia Leidgebel, Matthias Lindenbauer                    | Startgemeinschaft Dortmund Max Mral, Alina Weber, Julia Leidgebel, Matthias Lindenbauer                    | Startgemeinschaft Dortmund Max Mral, Alina Weber, Julia Leidgebel, Matthias Lindenbauer                    | 03:32,62 |
| 4 × 100 m Lagen Mixed    | Wassersportfreunde von 1898 Hannover Anna Friedrich, Maik Lüdtke, Markus Gierke, Patricia-Lucia Wartenberg | Wassersportfreunde von 1898 Hannover Anna Friedrich, Maik Lüdtke, Markus Gierke, Patricia-Lucia Wartenberg | Wassersportfreunde von 1898 Hannover Anna Friedrich, Maik Lüdtke, Markus Gierke, Patricia-Lucia Wartenberg | Wassersportfreunde von 1898 Hannover Anna Friedrich, Maik Lüdtke, Markus Gierke, Patricia-Lucia Wartenberg | Wassersportfreunde von 1898 Hannover Anna Friedrich, Maik Lüdtke, Markus Gierke, Patricia-Lucia Wartenberg | 03:59,35 |